# 診断書

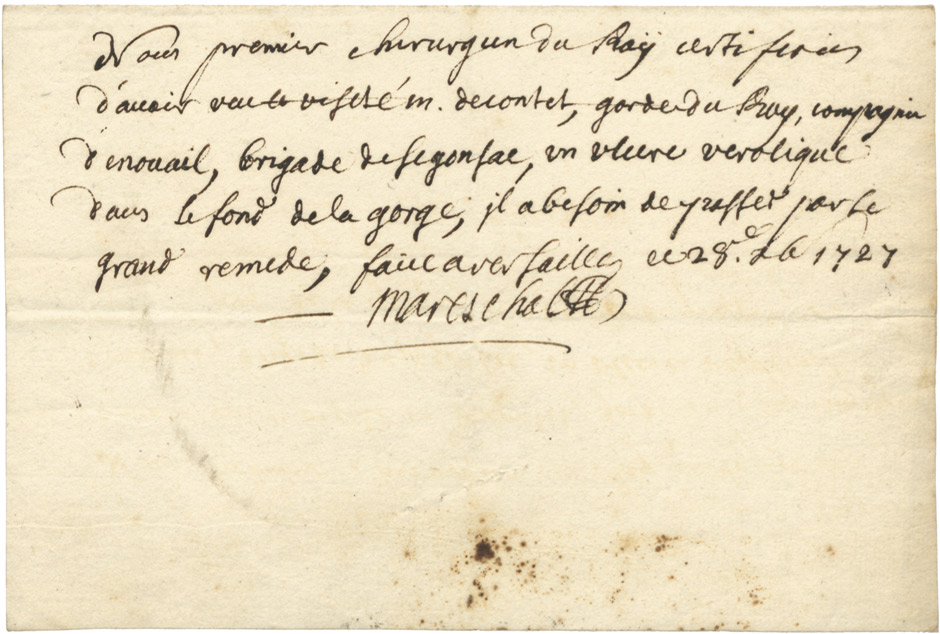
診断書（1727年）

診断書（しんだんしょ、英: a medical certificate）とは、医師、歯科医師、獣医師が発行する書類である。
またそれぞれの業種ごとに発行される証明書の一種である。このように、診断書は特定の業種に限定されない。それぞれの法律別に、それぞれの業務範囲で発行が行われている。

## 診断書
医師、歯科医師および獣医師は、患者または患畜の病状、怪我や障害の状況、治療に要した入院・手術などの手段を証明するために、診断書を発行する。また、医師が「この患者は当該業務（自動車の運転など）の能力を持っている（あるいは、持っていない）」と保証したり、獣医師が「この動物は特定の病気を持たないため出入国可能である」と保証したりするために発行する場合もある。その他に、死亡診断書のような診断書も存在する。また、福祉や保険関係の申請のために必要な場合がある。
なお、医業の範囲内の診断書の作成は医師、歯科医師、および、獣医師のみに認められたものであり、薬剤師、看護師などの医療従事者あるいは一般人が作成すると罰せられる。医師法第19条2項、歯科医師法第19条2項により、医師・歯科医師は「患者から依頼があった場合には正当な事由がない限り診断書作成を拒否できない」、医師法第20条では「診察しないで診断書の交付をしてはならない」と規定されている。獣医師法第19条2項により、獣医師は「診断書の交付を求められたときは、正当な理由がなければこれを拒んではならない」、同法第18条では「獣医師は、自ら診察しないで診断書を交付してはならない」と規定されている。
また、プライバシーや守秘義務の問題で、患者の家族や知人・友人からの依頼では患者本人の承諾（委任状が必要な場合がある）がないと診断書は作成されないので注意が必要である（ただし、患者本人が子供または認知症などで判断能力に欠けている場合や、患者自身が危篤状態またはすでに死亡している場合は除く）。また、がん告知拒否の場合の診断書は作成されない。通常の診断書の書式は特に法律で定められていないので、病院・医師によって異なる。ただし、死亡診断書などは書式が決まっている。
可及的速やかに交付することとされており、交付されない場合は、医師法違反となる。虚偽診断書等作成罪も禁錮刑以下となり医道審議会による問責、制裁、免許剥奪の対象となる他、行政処分、刑事処分が下されることもある。

## 用途
主として、診断された結果や診断内容等を証明するために用いられる。例えば、患者が生命保険や民間の医療保険（がん保険など）に入っている場合、保険金の請求に際して、支払いの要件を満たしていることを立証するために用いられる。病気やケガによって仕事を長期間欠勤する場合、勤務先から診断書の提出を求められる場合があり、その場合にも用いられる。また、業法等において、申請者等の当事者が一定の疾病に罹患していないことの証明が必要な場合があり、その証明のためにも用いられる。例として、薬事法に基づく各種の許可申請において、個人たる申請者もしくは申請者が法人の場合における取締役が精神疾患・麻薬中毒等でないことを証明する必要があり、この場合に診断書を許可申請書に添付して証明する。その他、諸々の場面で証明が必要な場合に、事実を証明するものとして利用される（ただし、障害者手帳の申請に添付する診断書のように、特定の指定医による診断書が必要とされる場合がある）。